# Lac de Chapala
Le lac de Chapala (en espagnol : Laguna de Chapala) est le troisième plus grand lac d'Amérique latine, se situant après le lac Nicaragua et le lac de Managua, et il est le plus étendu du Mexique avec une superficie de 1 100 km2. Il mesure, actuellement, approximativement 80 km de long sur 20 de large mais sa profondeur ne dépasse pas 10 m ce qui n'en fait pas une grande réserve d'eau douce (6 milliards de m3).

## Géographie
C'est un lac d'altitude (1 524 m), situé à 50 km au sud de Guadalajara sur la frontière entre les états mexicains du Jalisco et du  Michoacán.
Le pourtour du lac est clairement séparé en quatre zones d'occupation :
- à l'est, les grandes zones agricoles irriguées de la Cienega ont été gagnées sur l'extension lagunaire au début du XXe siècle ;
- la rive sud du lac est peu peuplée, il existe quelques plaines en rives du lac qui sont exploitées ;
- au nord-ouest entre Jocotepec et Chapala, on trouve un paysage escarpé qui, par sa proximité de la ville de Guadalajara, a donné lieu à un développement touristique relativement important ;
- à l'embouchure du Río Santiago, la ville d'Ocotlán est un petit centre industriel.

## Régime pluviométrique
En moyenne annuelle, le bassin du Lerma ne manque pas d’eau : les précipitations y sont supérieures à celles de la ville de Paris par exemple (736 mm, contre 641 mm par an), mais elles sont concentrées sur les mois d'été de juin à septembre. La période sèche dure environ 8 mois, à l'exception de pluies extraordinaires appelées « cabañuelas ».
Le lac de Chapala traduit ce cycle annuel par une baisse de son niveau d'environ un mètre (entre 1000 et 1 300 mm), principalement due aux taux élevés d'évaporation, alors que la remontée est beaucoup plus variable en fonction de l'intensité des pluies d'été. Par exemple, durant l'été très sec de 1997, le lac n'est monté que de 20 cm, alors qu'en 2003 il est monté de plus de 3 m.

## Le bassin du Lerma
Le lac se situe en aval d'un grand bassin-versant, celui du Rio Lerma qui prend sa source dans les cordillères qui bordent à l'Ouest la ville de Mexico, puis draine vers l'Ouest une grande partie des Hauts Plateaux du centre du Mexique.
C'est un bassin de grandes dimensions (54 300 km2), très peuplé (plus de 9 millions d'habitants) et économiquement important puisqu'il génère un tiers des produits de transformation du Mexique et 20 % du commerce national.
D'autres cours d'eau mineurs alimentent le lac comme les Río Zula et Río Duero. Son émissaire est le Río Santiago qui continue jusqu'à l'Océan Pacifique.

## Problématique environnementale

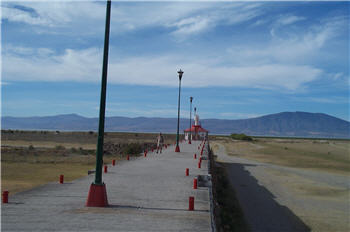
En hiver 2002, le ponton de la ville de Chapala laissait présager un sombre avenir pour le lac.

L'essor de l'irrigation depuis les années 1930, la pression démographique, et surtout de longues périodes sèches (décennies des années 1950 et période 1995-2002) ont mis en danger la pérennité de ce lac. Ainsi, le Lerma, qui contribuait à 50 % des apports d’eau dans le lac, ne lui en apporte désormais que 10 %.
Enfin, l'importante évaporation du lac lui-même contribue de façon importante aux pertes d'eau et provoque à elle seule un cycle annuel de un à deux mètres de variation du niveau du lac.
D'autre part, malgré une grande campagne pour l'amélioration du traitement des eaux usées urbaines dans les années 1990, la qualité de ses eaux reste encore menacée par les excédents agricoles et un traitement des eaux urbaines sous-dimensionné.
Lors de la dernière période sèche, l’état accorde des concessions aux agriculteurs, favorisant l'économie locale, mais compromettant la reprise écologique.  
Ce lac contenant de nombreuses espèces endémiques de poissons et d'amphibiens et étant également un refuge pour de nombreux oiseaux migrateurs comme le pélican blanc, plusieurs programmes de conservation de la nature furent mis en place au début des années 2000.
Il fait d'ailleurs partie de l'écorégion des petits lacs dans le classement des Global 200 de la WWF.